# Люлькова, Мария Владимировна
Мария Владимировна Люлькова (род. 28 января 1992) — российская спортсменка, призёр чемпионатов России по вольной борьбе, призёр летней Универсиады 2013 года, мастер спорта России.

## Спортивные результаты
- Чемпионат России по женской борьбе 2015 года — ;
- Кубок России 2014 года — ;
- Чемпионат России по женской борьбе 2014 года — ;
- Летняя Универсиада 2013 года — ;
- Чемпионат России по женской борьбе 2013 года — ;